# Niels Neergaard
Niels Thomasius Neergaard (født 27. juni 1854 i Ugilt, Hjørring, død 2. september 1936 i København) var en dansk historiker og politiker, der var Danmarks konseilspræsident (statsminister) fra 1908 til 1909 og statsminister fra 1920 til 1924. Han var medlem af partiet Venstre.

## Baggrund
Neergaard var født i et præstehjem i Ugilt i Vendsyssel, og hans far sognepræst Peder Neergaard havde været rigsdagsmand. Hans mor var Julie Eibe. Han uddannede sig som historiker og studerede økonomi og statsvidenskab. Han blev student fra Borgerdydskolen på Christianshavn 1872 og cand.mag. i historie 1879 samt cand.polit. 1881 fra Københavns Universitet. Han arbejdede en tid som lærer på sin gamle skole, men forlod den med to kolleger efter at hans inspektør (og tidligere lærer) Johannes Helms i skoleprogrammet for 1880 offentliggjorde anti-ateistiske holdninger og han blev assistent i Statsanstalten for Livsforsikring 1882, blev redaktør af Tilskueren 1884 og af Aarhus Amtstidende 1892. Han var direktør for Nordisk Livsforsikrings-Aktieselskab i tiden 1897-1908 og af Nordisk Ulykkesforsikrings-Aktieselskab 1898-1908.

## Politisk karriere
Han blev valgt til Folketinget for Venstre og var medlem af tinget 1887-90 (Nakskovkredsen) og 1892-1932. Fra 1898 var han valgt i Ebeltoftkredsen. Han tilsluttede sig det Moderate Venstre, som samarbejdede med Højre-regeringerne, og efter Frede Bojsen trådte ud af politik i 1901, blev han denne gruppes leder i Folketinget.
I 1908 blev han finansminister i J.C. Christensens ministerium, men da J.C. Christensen allerede samme år måtte afgå efter Alberti-skandalen, blev Neergaard konseilspræsident. Fra 1910-13 var Neergaard finansminister i Klaus Berntsens ministerium, og i 1920, efter at Påskekrisen havde udløst valg, blev han statsminister i en regering, der sad til 1924. Fra 1926-29 var han igen finansminister i Madsen-Mygdals regering.
Niels Neergaard var en politiker som havde sin styrke i saglighed i højere grad end i det taktiske, politiske spil.

## Karriere som historiker
Som historiker skrev han betydningsfulde værker om nyere, dansk politisk historie. Det vigtigste må siges at være Under Junigrundloven, der udkom i to bind (andet bind i to halvbind) i perioden 1892-1916. Her blev den politiske udvikling i perioden 1848-1866 givet en så grundig behandling, at værket stadig i dag har værdi, hvis man ønsker at studere dette emne. Han bidrog også til Salmonsens Konversationsleksikon.

## Tillidsposter mm.
Neergaard sad i bestyrelsen for Nationaløkonomisk Forening (indtil 1925), for Dansk Forening for Socialpoltik, for Jydsk Telefonaktiselskab (til 1920) og for Store Nordiske Telegrafselskab. Han var formand i bestyrelsen for Nationalforeningen til Tuberkulosens Bekæmpelse, formand for Selskabet Hjemløses Venner (til 1927), medlem af Toldkommissionen, af Tuberkulosekommissionen, af Finanslovskommissionen, medlem af Toldrådet 1908-10, 1913-20 og fra 1929, af Finansudvalget (Folketinget) 1892-1908, 1913-20, 1924-26 og fra 1929, formand for Venstres folketingsgruppe 1924-26, formand for Udenrigspolitisk Nævn 1924-26, for Rigsdagens Valutaudvalg 1925-26, og for den danske interparlamentariske gruppe 1905-20.
Han var medlem af det Nordiske Interparlamentariske Råd 1908-20, præsident for foreningen De danske Atlanterhavsøer 1914-17, bestyrelsesformand i Dansk Krigs-Søforsikring for Varer og for Krigsforsikringen for danske skibe 1914, medlem af Nationalbankens repræsentantskab 1918-20, medlem af Det kongelige danske Selskab for Fædrelandets Historie, af Rask-Ørsted Fondets komité og af Rigsdagens delegation til Pariserkonferencen 1919.
Han blev dekoreret med Dannebrogordenens kommandørkors af 2. grad i 1912. Få dage før folketingsvalget i september 1920 fik han Storkorset af Dannebrog. Han blev Dannebrogsmand i 1923.
Han er begravet i København på Assistens Kirkegård.